# Khabonina Qubeka
Khabonina Qubeka (sinh ngày 22 tháng 1 năm 1981 ) là một nữ diễn viên Nam Phi từng đoạt giải thưởng quốc tế. Trong năm 2017, cô giành được nữ diễn viên tốt nhất tại Lễ trao giải Liên hoan phim Boston quốc tế và đã được đề cử là nữ diễn viên xuất sắc tại giải Oscar Phim Bắc Kinh hoan phim và châu Phi cho Nữ diễn viên xuất sắc nhất trong một vai trò hàng đầu | nữ diễn viên tốt nhất]] tại Phi Movie Academy Awards cho vai diễn như "Dora" trong Hòa bình của Dora.
Năm 2018, cô đã đưa ra thương hiệu Afro Yoga của riêng mình tại Hồng Kông và nhận được giải thưởng Đại học Thành phố danh dự cao nhất về sáng tạo chuyên nghiệp cho thế giới từ giám đốc của Đại học Thành phố, ông Wilson Lam và YogaRaj.
Khabonina đã sản xuất và dẫn chương trình thể dục và sức khỏe của riêng mình có tên là Gym e'Kasi cho eTV & Open View HD.
Cô đã dẫn một chương trình BET FIX MY LOVE và được biết đến với vai trò MAXINE trong chương trình giành giải thưởng Nam Phi THE WILD.
Là một vũ công và biên đạo múa chuyên nghiệp, cô đã dẫn và làm giám khảo cho nhiều chương trình thực tế khiêu vũ trên truyền hình - SABC 1 Nhảy mông lung eTV Bước lên hoặc Bước ra. Biên đạo cho Giải thưởng Video âm nhạc của Kênh O.

## Nghề nghiệp
Năm 2017, cô đã giành giải thưởng tinh thần độc lập cho nữ diễn viên xuất sắc nhất tại Liên hoan phim quốc tế Boston. Cô đã nhận được giải thưởng khi đóng "Dora" trong phim Dora's Peace. Theo cô, đóng vai chính trong phim khiến cô đánh giá gái mại dâm từ một góc nhìn khác. Bộ phim cũng được chiếu tại Liên hoan phim Orlando và Liên hoan phim quốc tế Bắc Kinh. Năm 2017, cô được báo cáo là đóng vai "Nina Zamdela" trong phim truyền hình, Isidingo. Cùng năm, cô cũng được báo cáo là sẽ phát hành một bộ phim mới, có tựa đề She is King. Vào tháng 10 năm 2017, cô đã được công bố là người dẫn chương trình của một chương trình mới của Nam Phi, tập trung vào các giáo viên phổ thông.
Ngoài diễn xuất, Qubeka còn là một người ủng hộ khiêu vũ và thể hình. Cô thường xuyên sử dụng phương tiện truyền thông xã hội để thúc đẩy lối sống lành mạnh và vóc dáng đẹp.